# Николае Караиску
Николае Караиску (на румънски: Nicolae Caraiscu) е арумънски поет и общественик.

## Биография
Николае Караиску е роден на 9 януари 1911 година в южномакедонския град Бер, тогава в Османската империя, днес Гърция. Учи в румънското училище в Солун. В 1927 година бяга в Румъния, където завършва Университета в Букурещ. Умира на 20 март 1969 година в Кюстенджа.

## Творчество
Краиску е автор на множество стихотворения. Превежда стихове на Михай Еминеску и Октавиан Гога на арумънски език, с цел популяризирането на поезията сред арумъните. Стихотворения на Караиску са включени в арумънска антология в 1985 година.